# Municipio de Katrineholm
Katrineholm (en sueco: Katrineholms kommun) es un municipio en la provincia de Södermanland, al sureste de Suecia. Su sede se encuentra en la ciudad de Katrineholm. El municipio actual se creó en 1971, cuando la ciudad de Katrineholm (instituida en 1917) se fusionó con los municipios rurales adyacentes.

## Localidades
Hay seis áreas urbanas (tätort) en el municipio:
| # | Tätort      | Población |
| - | ----------- | --------- |
| 1 | Katrineholm | 24 271    |
| 2 | Valla       | 1453      |
| 3 | Sköldinge   | 651       |
| 4 | Forssjö     | 538       |
| 5 | Strångsjö   | 350       |
| 6 | Äsköping    | 338       |